# María Luisa Fernández (nadadora)
María Luisa Fernández Díaz (1 de abril de 1969, Córdoba) es una  exnadadora española, especializada en estilo mariposa. Fue campeona de España absoluta en veinte ocasiones y batió 25 plusmarcas nacionales. Participó en dos Juegos Olímpicos en Seúl 88 y Barcelona 92.

## Trayectoria
Nacida en Córdoba, se trasladó con su familia a Madrid, donde se inició en la natación con siete años. En 1984, accedió al equipo nacional absoluto. Fichó  por el Club Natació Catalunya en 1986 el que se mantuvo toda su carrera. Desde 1986, en que se proclamó por primera vez campeona de España de 100 mariposa, fue la dominadora absoluta del estilo mariposa en España durante múltiples años hasta la llegada de la también andaluza María Peláez. Repitió el título de campeona de los 100 mariposa seis años consecutivos en los que también ganó varios años los 200 mariposa y los 4x100 estilos.
Entre 1986 y 1992, representó a España en todas las competiciones internacionales, desde el campeonato de mundo en Madrid (1986), las Olimpiadas de Seúl 88, el Campeonato de Europa de Bonn (1989), el Mundial en Perth (1991), el Campeonato de Europa en Atenas (1991) y los Juegos Olímpicos de Barcelona (1992).
Fue plusmarquista española de las pruebas de 100 y 200 mariposa y en el relevo 4X100 estilos, en el que participó, como integrante del equipo nacional, en seis mejoras desde 1987 al 19 de agosto de 1989, en Bonn donde quedó establecido en 4:21.06.